# SimpleText
SimpleText est une application destinée à la plate-forme Mac OS classique, livrée par Apple avec le système d’exploitation.
SimpleText permet de modifier et de mettre en forme du texte (soulignement, italique, gras, taille du texte, polices, etc.). Il est similaire à WordPad. Dans ses dernières versions, il peut également ouvrir des fichiers images au format PICT, et d’autres formats spécifiques à la plate-forme Mac OS, QuickDraw GX, QTIF, 3DMF et des séquences QuickTime. Il peut également, dans ces versions, lire de courts fichiers son, et en utilisant le système PlainTalk, lire des textes en anglais.
Le code source d’une version Carbon est distribué par Apple, dans la version Panther (10.3) des outils du développeur (Developer Tools).